# Bruno Pereirinha
Bruno Alexandre Marques Pereirinha, genannt Bruno Pereirinha, (* 2. März 1988 in Sintra) ist ein ehemaliger portugiesischer Fußballspieler. Der Rechtsfuß wurde alternativ als rechter Verteidiger oder Mittelfeld eingesetzt.

## Karriere

### Verein
Bruno Pereirinha startete seine Laufbahn unter anderem im Nachwuchsbereich von Sporting Lissabon. Ab August 2006 wurde er zunächst an den CD Olivais e Moscavide in die Segunda Liga ausgeliehen. Nach der Winterpause kehrte Pereirinha zu Sporting zurück und schaffte auch den Sprung in den Profikader. Am 13. Januar 2007 erhielt er seinen ersten Einsatz in der Primeira Liga 2006/07. Im Spiel gegen Belenenses Lissabon wurde er in der 71. Minute eingewechselt. Sein erstes Tor als Profi erzielte er noch in derselben Saison. Im Heimspiel gegen Belenenses Lissabon am 20. Mai 2007 wurde er in der 72. Minute für Nani eingewechselt. In der 90. Minute traf er zum 4:0-Entstand.
2008 gab Pereirinha sein Debüt auf internationaler Klubebene. In der UEFA Champions League 2007/08 traf sein Klub am 19. September 2007 auf Manchester United. In dem Spiel wurde er in der 74. Minute für Ronny eingewechselt. Sporting schied im Achtelfinale gegen den FC Bayern München aus und spielte dafür im UEFA-Pokal 2007/08 weiter. Hier traf man im Sechzehntelfinale auf den FC Basel. Im Rückspiel am 21. Februar 2008 markierte Pereirinha seinen ersten Treffer auf internationaler Klubebene. In der 2. Minute erzielte er die 1:0-Führung (Entstand 3:0).
Nach verschiedenen Leihgeschäften, unter anderem nach Griechenland zum AO Kavala in die Super League, wurde Pereirinha Anfang 2013 von Lazio Rom verpflichtet. Nach anfänglich regelmäßigen Einsätzen, wurden diese mit der Zeit spärlicher. Im Sommer 2015 ging der Spieler nach Brasilien zu Atletico Paranaense. In der brasilianischen Série A bestritt er sein erstes Spiel am 25. Juli 2015 gegen den Avaí FC. In dem Spiel wurde er in der 76. Minute für Eduardo eingewechselt. Sein erstes Tor erzielte er am 15. Oktober beim Aufeinandertreffen mit Cruzeiro Belo Horizonte.
Anfang Juli 2017 wurde die Rückkehr von Pereirinha zu seinem Jugendklub Belenenses Lissabon bekannt. Bei Belenenses Lissabon kam er in der Saison 2017/18 zu 16 Liga- und zwei Pokalspieleinsätzen. Im September 2018 wechselte Pereirinha zum CD Cova da Piedade in die Segunda Liga. Sein erstes Pflichtspiel in der Liga bestritt Pereirinha am 6. Oktober 2018 gegen die zweite Mannschaft von Benfica Lissabon.

### Nationalmannschaft
Pereirinha durchlief alle Nachwuchsmannschaften der Auswahl Portugals. So stand er z. B. bei der U-20-Fußball-Weltmeisterschaft 2007 im Kader Portugals. Den Sprung in den A-Kader schaffte er nicht.

## Trivia
Sein Vater, Joaquim Pereirinha, was ebenfalls Fußballspieler, unter anderem bei Benfica Lissabon.

## Erfolge
Sporting
- Taça de Portugal: 2006/07, 2007/08
- Portugiesischer Fußball-Supercup: 2007/08

Lazio
- Coppa Italia: 2012/13

Atletico Paranaense
- Campeonato Paranaense: 2016